# Đá Bãi Khung
Đá Bãi Khung (tiếng Anh: Holiday Reef; tiếng Trung: 长线礁; bính âm: Chángxiàn jiāo, Hán-Việt: Trường Tuyến tiêu) là một rạn san hô thuộc cụm Sinh Tồn của quần đảo Trường Sa. Đá nằm ở vùng đông bắc của cụm Sinh Tồn, ở phía tây của đá Ba Đầu và cách đảo Sinh Tồn khoảng 14 hải lý (25,9 km) về phía đông bắc.
Đá Bãi Khung là đối tượng tranh chấp giữa Việt Nam, Đài Loan, Philippines và Trung Quốc. Việt Nam quyết tâm kiểm soát bãi đá này.